# Teixidor de Príncipe
El teixidor de Príncipe (Ploceus princeps) és un ocell de la família dels ploceids (Ploceidae).

## Hàbitat i distribució
Habita zones amb arbres i arbusts de l'illa de Príncipe, al golf de Guinea.